# Erwachsenenbildung in Litauen

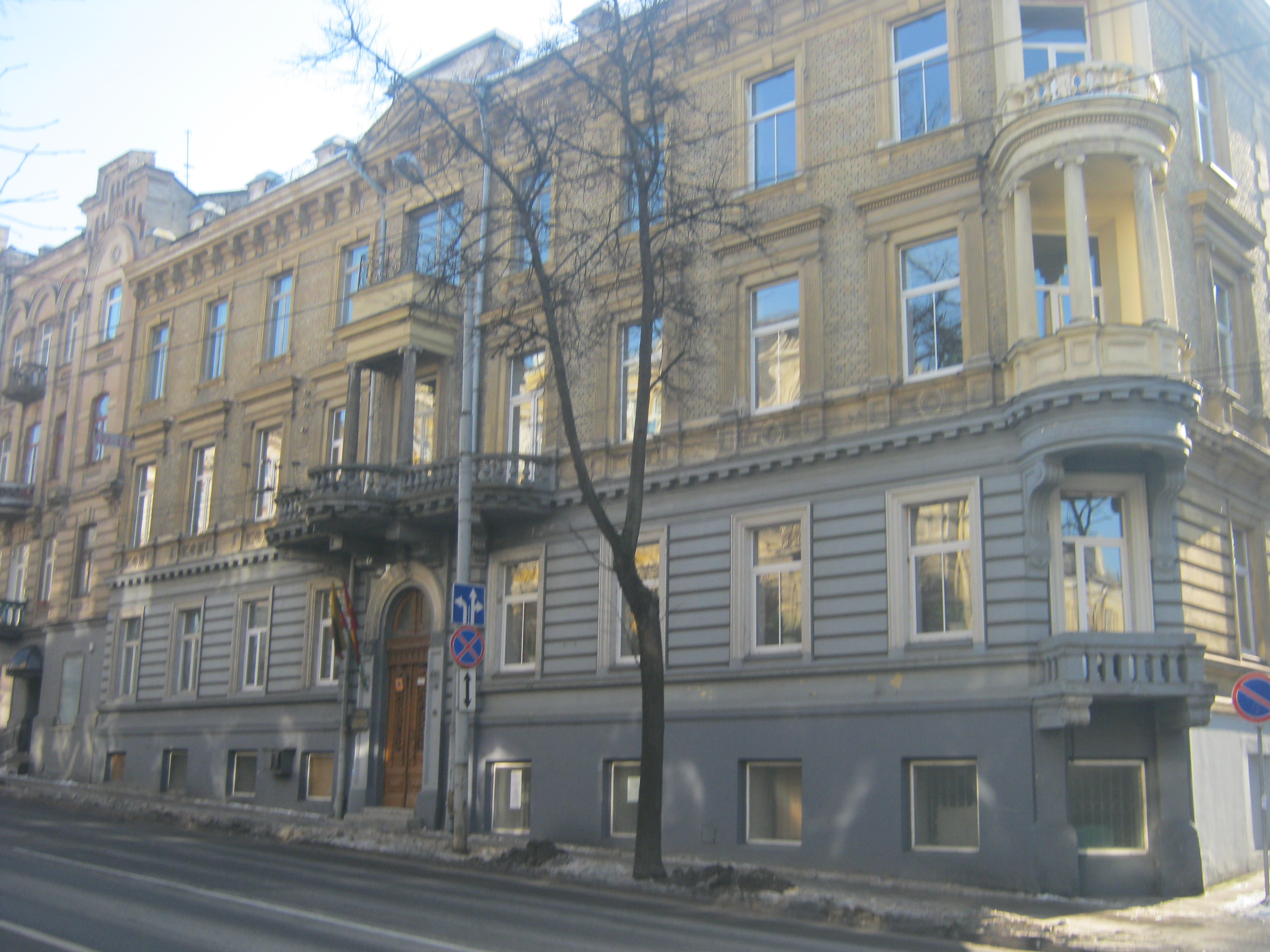
Varpas-Erwachsenen-Mittelschule Vilnius

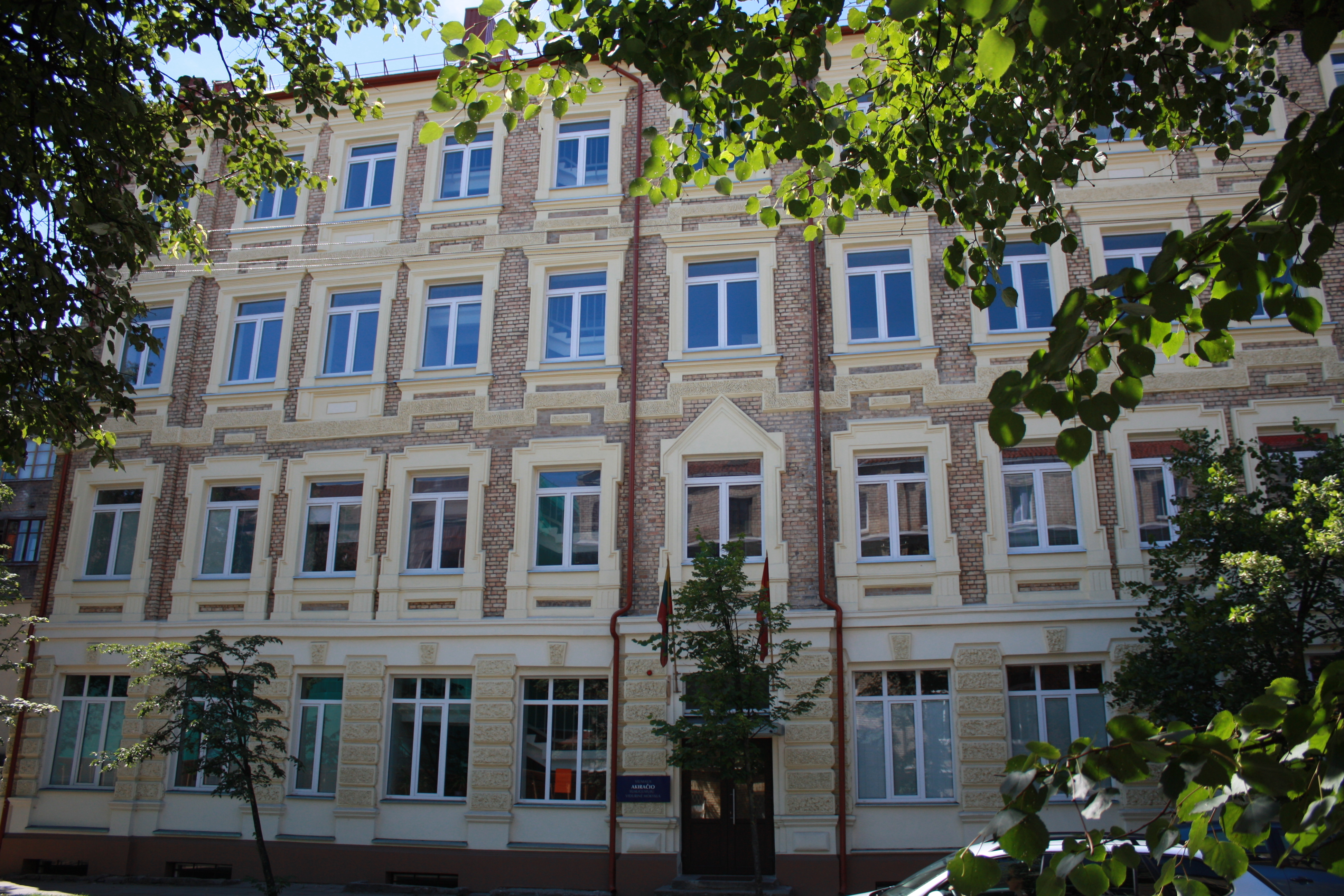
Akiratis-Erwachsenen-Mittelschule Vilnius

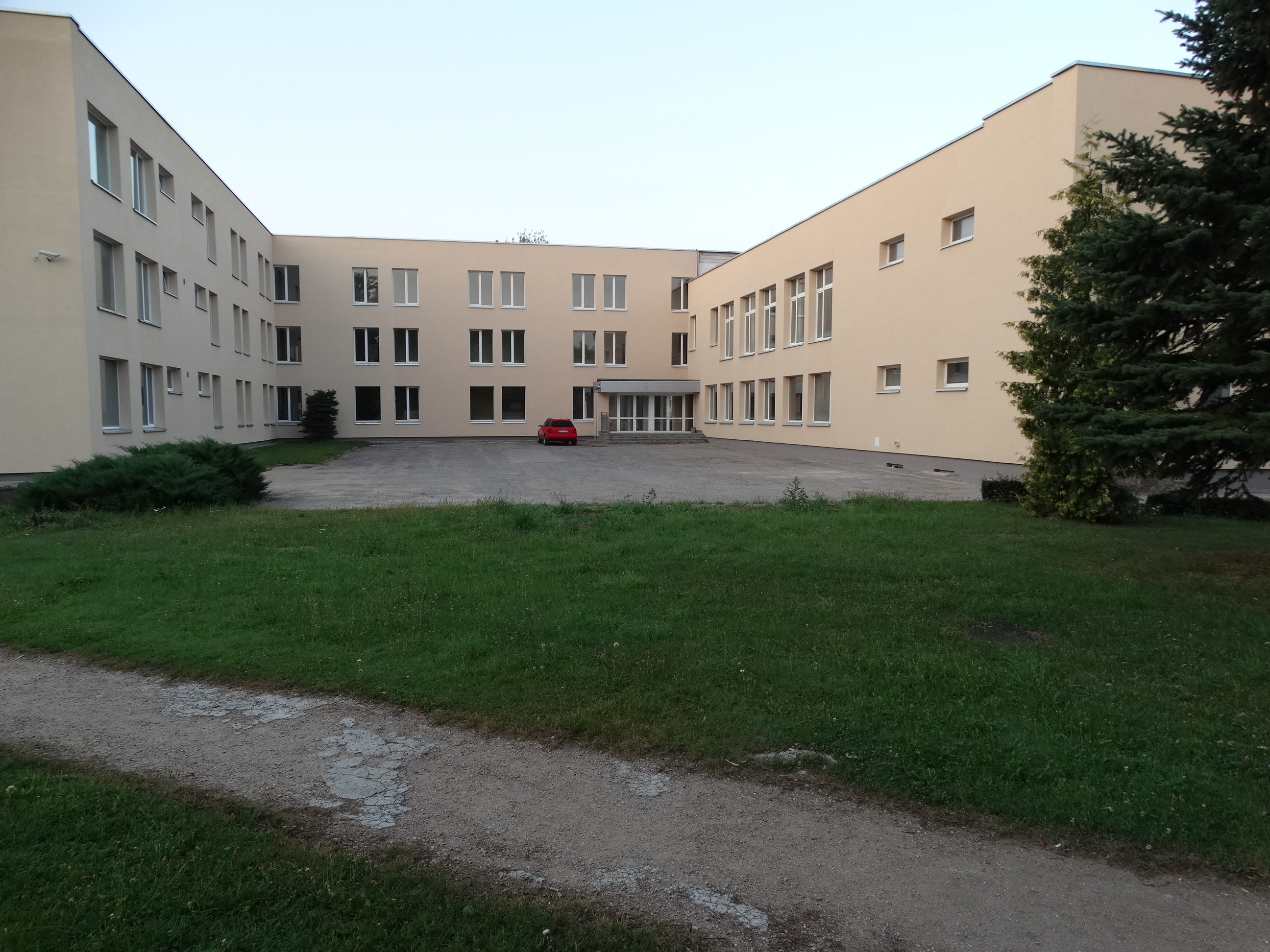
Erwachsenen- und Jugendbildungszentrum Rokiškis

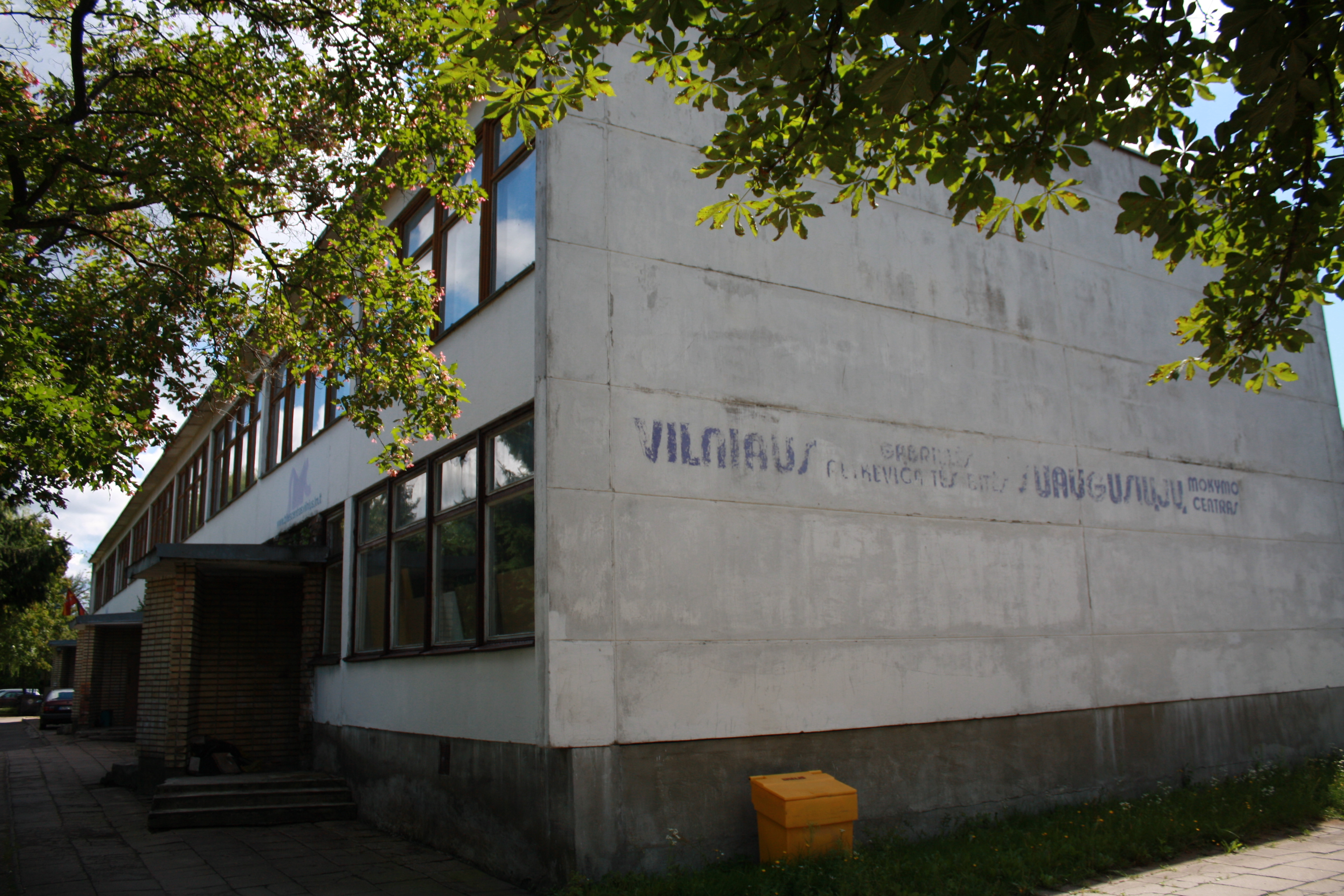
Erwachsenenbildungszentrum von Gabrielė Petkevičaitė-Bitė

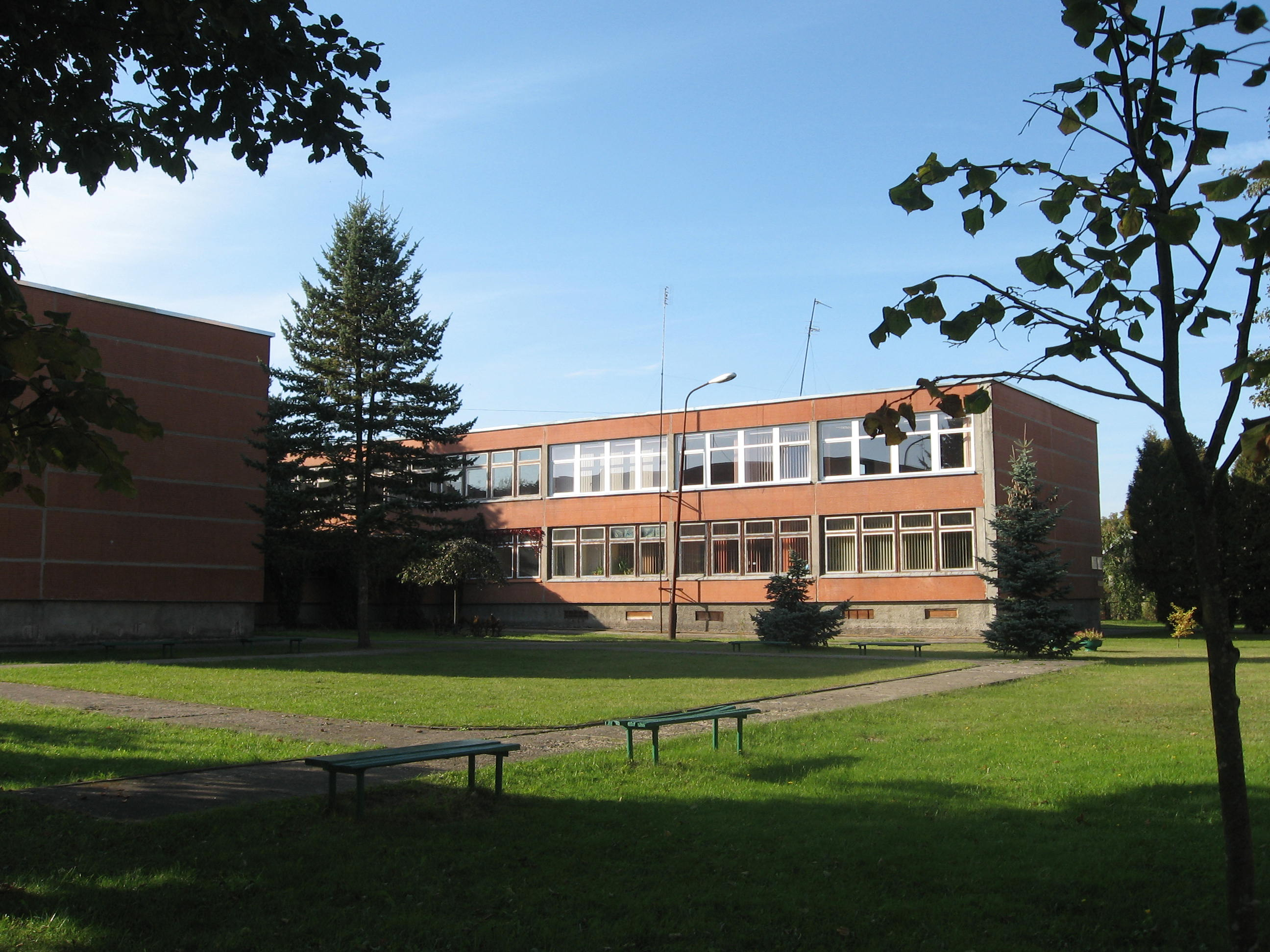
Erwachsenen- und Jugendbildungszentrum Šilutė

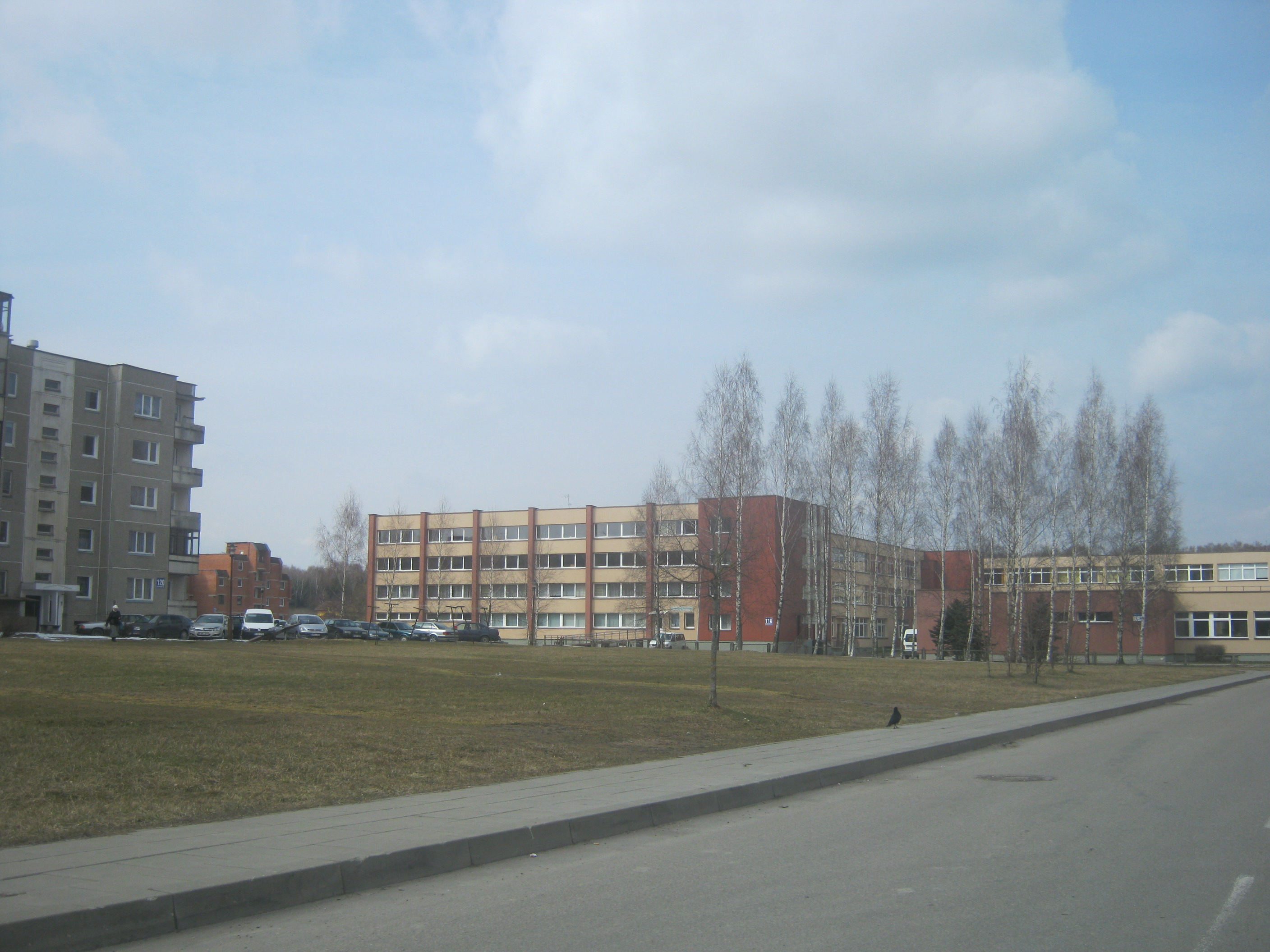
Erwachsenen- und Jugendschule Kaišiadorys

Die Erwachsenenbildung in Litauen ist ein Teil der litauischen Bildung. Es wird zwischen den Schulen der beruflichen Bildung und der allgemeinen Bildung unterschieden. Es gibt einige Gymnasien und mehrere Mittelschulen. Dort wird das Abitur angeboten. Nach den Prüfungen wird ein Reifezeugnis ausgestellt.
Die Organisationen der Erwachsenenbildung in Litauen verbindet der Litauische Verband der Erwachsenenbildung (Lietuvos suaugusiųjų švietimo asociacija). 

## Geschichte
In Sowjetlitauen wurden viele Abendschulen errichtet. Es gab einzelne Schulen für russischsprachige Erwachsene und Jugendliche. Manche Schulen hießen als Arbeiterjugend-Abendmittelschule (Darbo jaunimo vakarinė vidurinė mokykla), Abend(Schicht)-Mittelschule (Vakarinė (pamaininė) vidurinė mokykla), Abendmittelschule (Vakarinė vidurinė mokykla). Nach der sowjetischen Okkupationszeit und Wiedererlangung der Unabhängigkeit gibt es jetzt die Erwachsenenschulen (Suaugusiųjų mokykla), Erwachsenen-Mittelschulen (Suaugusiųjų vidurinė mokykla), Erwachsenenbildungszentren (Suaugusiųjų mokymo centras) und Erwachsenen- und Jugendbildungszentren (Suaugusiųjų ir jaunimo mokymo centras).
Am 30. Juni 1998 wurde das Gesetz über die nichtformale Erwachsenenbildung der Republik Litauen (Lietuvos Respublikos neformaliojo suaugusiųjų švietimo įstatymas) verabschiedet. Die neue Redaktion von 2014 sieht den Beruf des Andragogen (Erwachsenen-Lehrers) und das Seniorenstudium an der Universität des Dritten Lebensalters (Trečiojo amžiaus universitetas) ab 2015 vor. Das Gesetz wurde vom Seimas-Bildungsausschuss initiiert.

## Hochschulen
- Erwachsenenbildungszentrum von Vilniaus kooperacijos kolegija

## Gymnasien
- Vilnius: Židinio-Erwachsenengymnasium Vilnius, gegründet vor 1945
- Klaipėda: Salys-Šemerys-Erwachsenengymnasium Klaipėda, gegründet 1945
- Klaipėda: Naujakiemio-Erwachsenengymnasium Klaipėda, gegründet 1953
- Kaunas: Erwachsenenbildungszentrum Kaunas (3000 Schüler; 2004), gegründet 1997

## Schulen
| - Republikbildungszentrum für Energiewirtschaftler - Erwachsenenbildungszentrum Marijampolė - Erwachsenen- und Jugendschule Joniškis - Erwachsenenmittelschule Telšiai - Erwachsenen- und Jugendbildungszentrum Rokiškis - Erwachsenenbildungszentrum Plungė - Erwachsenenbildungszentrum Vilnius - Erwachsenenschule Šilalė - Erwachsenenmittelschule Kalvarija - Erwachsenenbildungszentrum Panevėžys - Varpo-Erwachsenenmittelschule Vilnius - Erwachsenenmittelschule Šiauliai - Erwachsenen- und Jugendbildungszentrum Kaišiadorys - Erwachsenenbildungszentrum Jonava | - Erwachsenen- und Jugendbildungszentrum Alytus - Erwachsenen- und Jugendschule Giedriai der Rajongemeinde Vilkaviškis - Erwachsenen- und Jugendbildungszentrum der Rajongemeinde Akmenė - Erwachsenen- und Jugendbildungszentrum Pakruojis - Erwachsenen- und Jugendbildungszentrum Kėdainiai - Erwachsenen- und Jugendbildungszentrum Šilutė - Erwachsenenbildungszentrum Kretinga - Erwachsenenbildungszentrum der Rajongemeinde Kelmė - Erwachsenenbildungszentrum Tauragė - Erwachsenenschule Kybartai der Rajongemeinde Vilkaviškis - Gabrielė-Petkevičaitė-Bitė-Erwachsenenbildungszentrum Vilnius - Erwachsenenschule Trakai - Erwachsenenbildungsheim Pagėgiai - Erwachsenenkunstschule der Savickas-Bildgalerie |

## Andere Organisationen
Vereine
- Baltijos regiono šalių suaugusiųjų švietimo tyrimų asociacija
- Lietuvos suaugusiųjų mokymo centrų vadovų asociacija
- Kėdainių rajono besimokančiųjų suaugusiųjų iniciatyva "Tezauras"
- Suaugusiųjų profesinio mokymo asociacija

Stiftungen
- Akmenės rajono suaugusiųjų mokymo centro Labdaros ir paramos fondas
- Kretingos suaugusiųjų vidurinės mokyklos rėmimo fondas

Clubs
- Vaikų jaunimo ir suaugusiųjų užimtumo centras, Šiauliai
- Suaugusiųjų ugdymo klubas "EKOPILIETIS", Vilnius
- Visuomeninės nevyriausybinės organizacijos "Vaikų, jaunimo ir suaugusiųjų kūrybos klubas "Guidarezzo"
- Radviliškio rajono savivaldybės suaugusiųjų ir jaunimo neformaliojo ugdymo centras